# 339 a. C.
El año 339 a. C. fue un año del calendario romano prejuliano. En el Imperio romano se conocía como el Año del Consulado de Mamercino y Filón (o menos frecuentemente, año 415 Ab urbe condita). 

## Acontecimientos

### Grecia
- Filipo II de Macedonia decide atacar a los escitas, usando como excusa su renuencia a permitir a Filipo dedicar una estatua de Heracles en el estuario del Danubio. Los dos ejércitos chocan en las llanuras de lo que hoy en día es la Dobruja. El rey de los escitas, de noventa años de edad, Ateas, muere en la batalla y su ejército es aplastado.
- Durante un encuentro de la Anfictionía, Filipo acusa a los ciudadanos de la ciudad de Anfisa, en Lócride, de entrometerse en terreno consagrado. La Anfictionía, con el apoyo inicial del representante ateniense, Esquines, decide infligir un gran castigo a los locrios. Tras el fallo de una excursión militar primera contra los locrios, la sesión de verano de la Anfictionía da el mando de las fuerzas de la liga a Filipo y le pide que lidere una segunda excursión. Filipo actúa de una vez, y sus fuerzas pasan a través de las Termópilas, entran en Anfisa y derrotan a los locrios que son liderados por Cares, el general y comandante mercenario de Atenas.
- Jenócrates es elegido como jefe de la Academia griega que reemplaza a Espeusipo.

### República romana
- El cónsul romano Tito Manlio Imperioso Torcuato derrota a los latinos en la Batalla de Trifano.

## Fallecimientos
- Espeusipo: filósofo griego (n. 408 a. C.).
- Ateas, rey de Escitia (n. 429 a. C.).

- Datos: Q80194
- Multimedia: 339 BC / Q80194